# 樱花杜鹃
樱花杜鹃（学名：Rhododendron cerasinum）为杜鹃花科杜鹃花属下的一个种。

## 扩展阅读
- 維基物種上的相關：樱花杜鹃